# Piper peruvianum
Piper peruvianum är en pepparväxtart som beskrevs av C. Dc.. Piper peruvianum ingår i släktet Piper och familjen pepparväxter. Inga underarter finns listade i Catalogue of Life.